# ダムヤン・シシュコフスキ
ダムヤン・シシュコフスキ（Damjan Shishkovski 、1995年3月18日 - ）は、北マケドニア・スコピエ出身の同国代表プロサッカー選手。FKボラツ・バニャ・ルカ所属。ポジションはGK。

## 経歴

### クラブ
地元クラブであるFKラボトニツキでプロキャリアをスタート。
2015年1月、ベルギーのKAAヘントに期限付き移籍。2014-15シーズン、チームはリーグ優勝を達成したが、自身は全公式戦において出場機会がなかった。シーズン終了後、ラボトニツキに復帰。
2018年2月、フィンランドのFCラハティに加入。2019年2月、同じくフィンランドのロヴァニエメン・パロセウラに加入。
2019年7月、古巣FKラボトニツキに復帰。
2020年7月、キプロスのドクサ・カトコピアスFCに加入。

### 代表
2020年9月5日、UEFAネーションズリーグのアルメニア代表戦で北マケドニア代表デビュー。

## タイトル
ラボトニツキ
- プルヴァ・マケドンスカ・フドバルスカ・リーガ: 2013-14
- マケドニアカップ: 2013-14

ヘント
- ジュピラー・プロ・リーグ: 2014-15